# Diospyros sericea
Diospyros sericea är en tvåhjärtbladig växtart som beskrevs av A. Dc. Diospyros sericea ingår i släktet Diospyros och familjen Ebenaceae. Inga underarter finns listade i Catalogue of Life.

## Bildgalleri

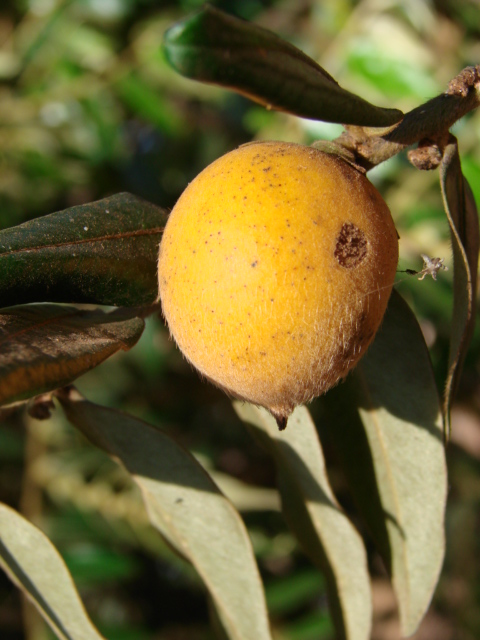
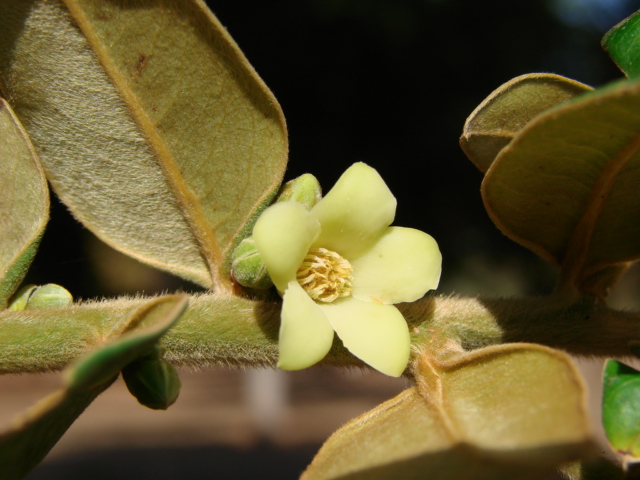